# Sara Gadimova
Sara Gadimova (en azéri : Sara Bəbiş qızı Qədimova), née le 31 mai 1922 dans la banlieue de Bakou et morte le 12 mai 2005 à Bakou, est une chanteuse de mugham, Artiste du peuple de la République d'Azerbaïdjan.

## Biographie

### Famille
Les ancêtres de Sara Gadimova étaient originaires du village d'Abdalgulabli. En 1941, elle est diplômée de l'Académie de musique de Bakou. Les artistes azerbaïdjanais comme Seyid Chouchinski, Khan Chouchinsky et Huseynqulu Sarabsky sont ses professeurs. Elle est la belle-sœur de Hajibaba Huseynov, célèbre khanende et la mère du chanteur Akif Islamzade.

### Carrière
Sara Gadimova commence sa carrière en 1941. Sa voix est une soprano lyrique-colorature. En plus d'être soliste du Théâtre philharmonique national d'Azerbaïdjan (depuis 1941), elle a également été l'un des principaux maîtres de scène du Théâtre d’Opéra et du Ballet en 1957-1962. De 1978 à 2003, elle est soliste de l'association Azconcert.
Les contemporains de Sara Gadimova se souviennent d'elle comme de la seule femme-khanende à cette époque, qui connaissait de nombreuses gazelles.
Sara Gadimova crée les images de Leyli, Asli, Shahsenem sur la scène de l'opéra et interprète également les mugams Bayatı-Şiraz, Şur, Şahnaz, Qatar, Mahur-hindi, Xaric segah, ainsi que Qarabağ şikəstəsi et les chants folkloriques, qui sont inclus dans le fonds d'or de l'art azerbaïdjanais.

## Rôles au théâtre
- Opéra Leili et Majnun : Leili
- Opéra Esli et Keram : Esli
- Opéra Ashik Kerib : Shahsenam

## Filmographie
- 1943 : Qayğı
- 2003 : Sara Qədimova

## Distinctions
- Artiste du peuple de la RSS d'Azerbaïdjan (1963)
- Artiste émérite de la RSS d'Azerbaïdjan (1954)
- Ordre de l'Insigne d'honneur
- Ordre de la Gloire (Azerbaïdjan)